# Museu de História Natural da Universidade de Pisa
O Museu de História Natural da Universidade de Pisa foi um antigo mosteiro cartuxo e que está transformado em museu desde 2013, situado na comuna de Calci a cerca de 10 km a Este de Pisa na Toscânia na Itália. 
Enquanto que mosteiro era conhecido como (em italiano:  Certosa di Calsi - Certosa di Pisa), Calci porque era a localidade, e Pisa porque era a cidade. 

## História
O mosteiro foi fundado por uma decisão de cardeal de Pisa, Moricotti em 1366. O aspecto actual é tal que o deixou a prior Maggi no século XVIII.
Em 1425 o antigo mosteiro beneditino foi 'requisitado' pelo Papa Gregório XI pois foi ele que os expulsou para reservar a cartuxa como residência de verão. Entre os frescos pintados por de Bernardino Poccetti em 1597, é notável La Cène no refeitório.

## Museu
Foi em 1981 que e Universidade de Pisa abriu ao público o Museu de História Natural da Universidade de Pisa dedicado à história natural, até porque a partir do século XVI começou uma colecção de curiosidades ligado ao Jardim dos simples de Florença.

## Imagens

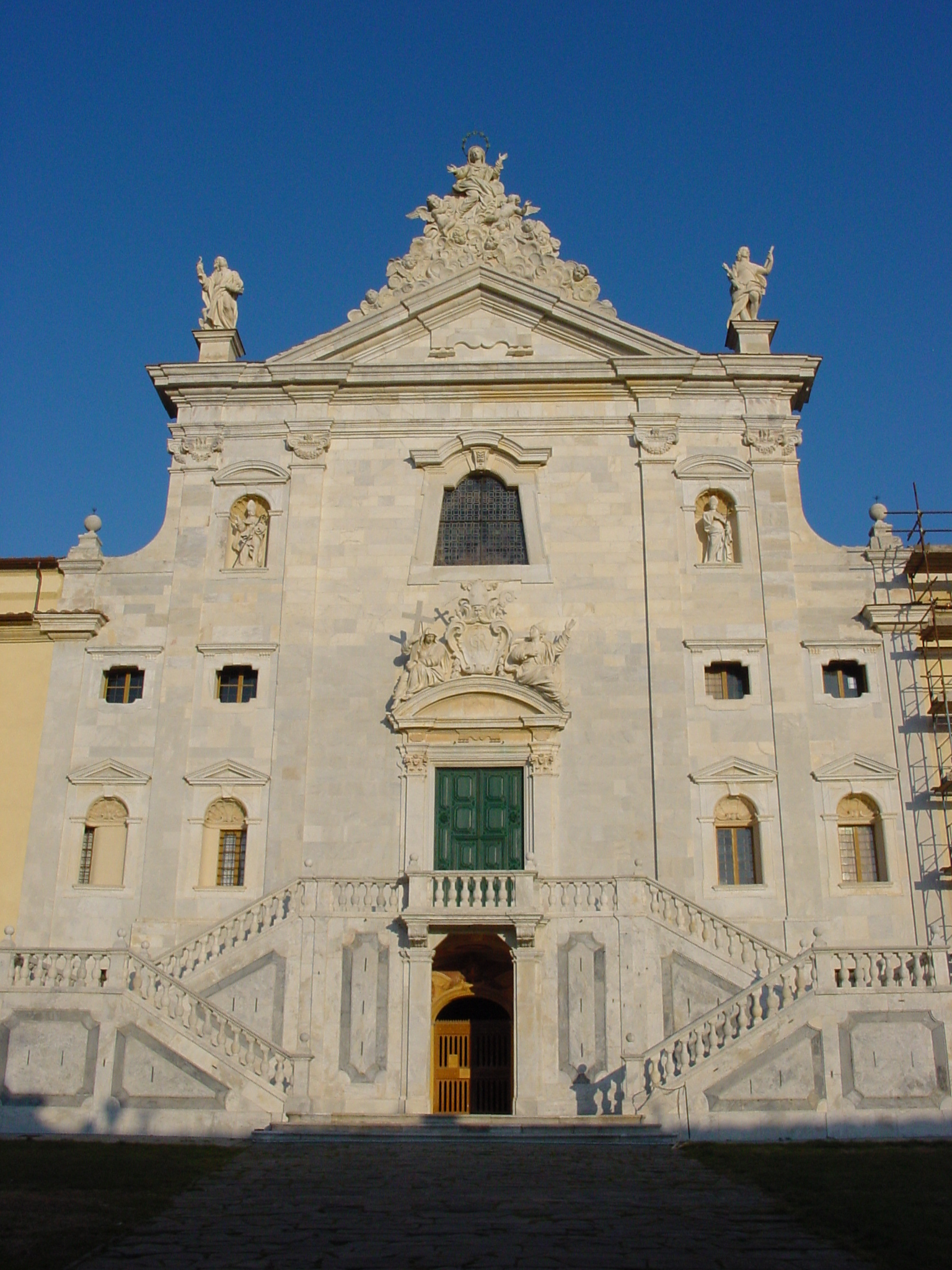
Conjunto
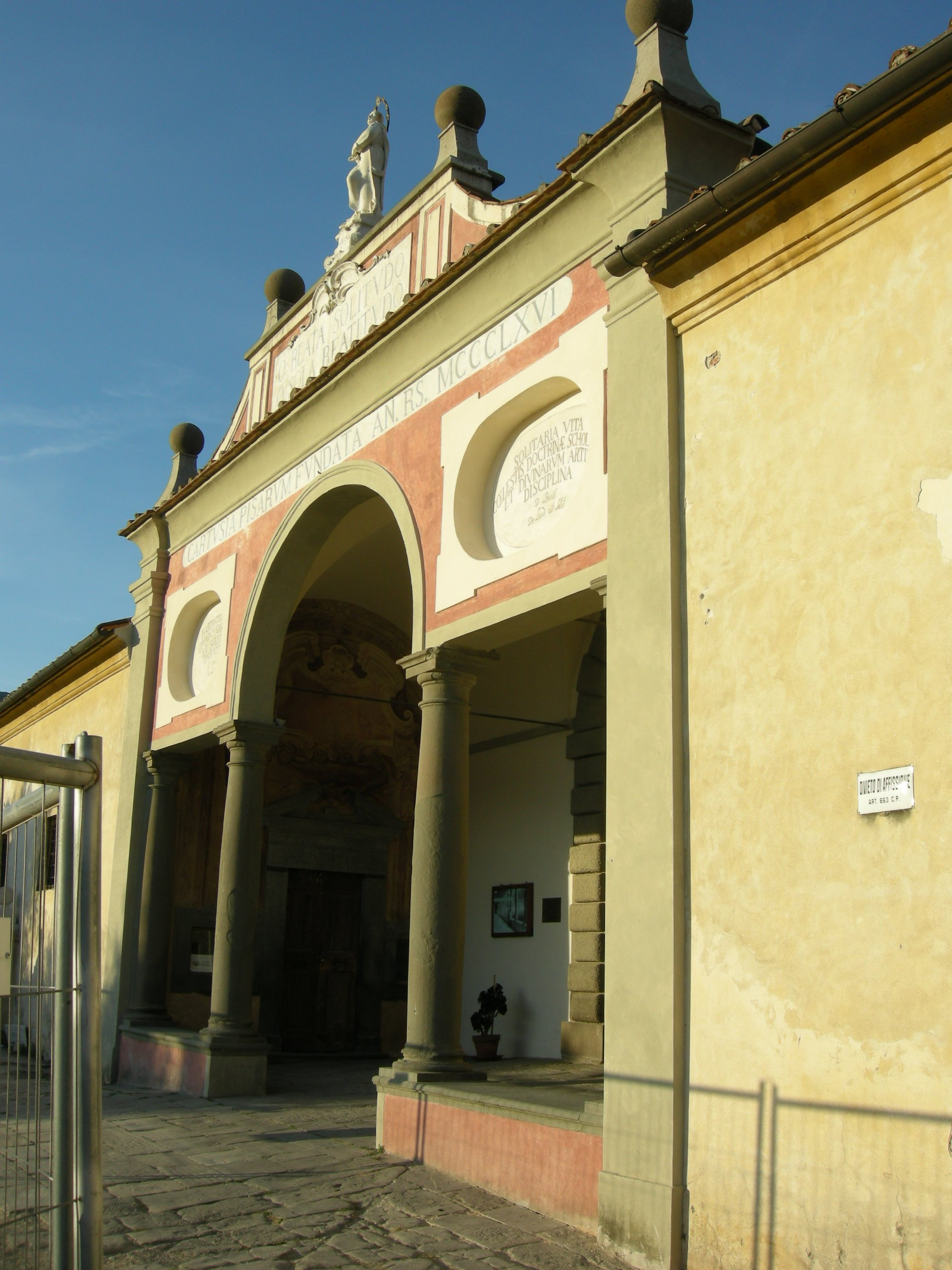
Entrada
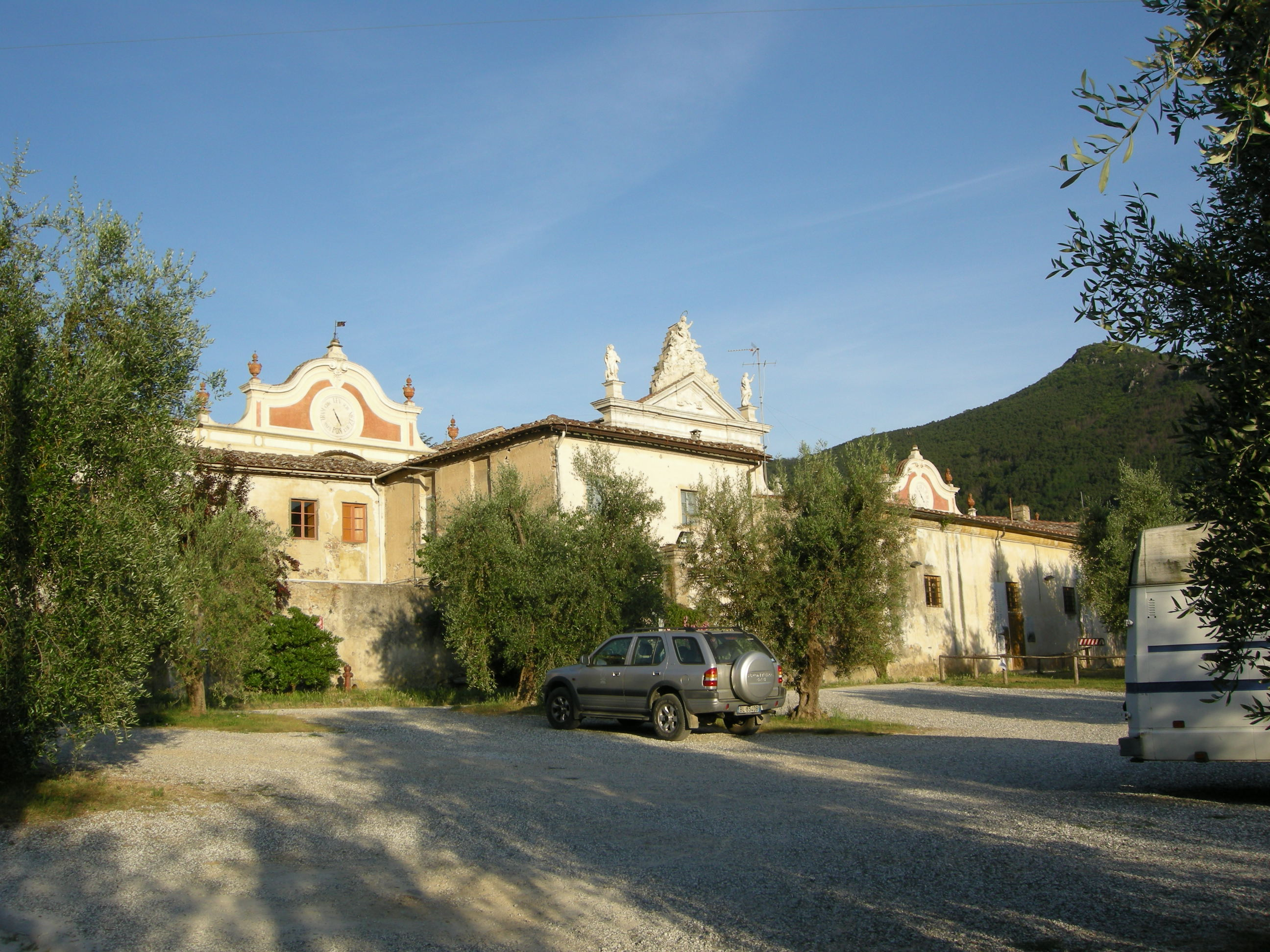